# 胡麻营镇
胡麻营乡，是中华人民共和国河北省承德市丰宁满族自治县下辖的一个乡镇级行政单位。

## 行政区划
胡麻营乡下辖以下地区：
胡麻营村、塔黄旗村、塔前村、河东村、葫芦白菜村、塔沟村、大龙潭村、小龙潭村、后大庙村、刘家窝铺村、张家窝铺村、前营村、后营村、吴营村、李家窝铺村和姜营村。